# Danh sách cầu thủ tham dự Giải vô địch bóng đá nữ châu Âu 1989
Đây là danh sách đội hình các đội bóng tham dự Giải vô địch bóng đá nữ châu Âu 1989.
Cầu thủ được đánh dấu (c) là đội trưởng của đội tuyển quốc gia đó.

## Đức
Huấn luyện viên:  Gero Bisanz

| Số | VT | Cầu thủ            | Ngày sinh (tuổi)            | Trận | Bàn | Câu lạc bộ              |
| -- | -- | ------------------ | --------------------------- | ---- | --- | ----------------------- |
|    | TM | Marion Isbert      | 25 tháng 2, 1964 (25 tuổi)  |      |     | TuS Ahrbach             |
|    | TM | Elke Walther       | 1 tháng 4, 1967 (22 tuổi)   |      |     |                         |
|    | HV | Roswitha Bindl     | 14 tháng 1, 1965 (24 tuổi)  |      |     | Bayern Munich           |
|    | HV | Andrea Haberlaß    | 26 tháng 1, 1964 (25 tuổi)  |      |     |                         |
|    | HV | Frauke Kuhlmann    | 27 tháng 9, 1966 (22 tuổi)  |      |     |                         |
|    | HV | Petra Landers      | 16 tháng 1, 1962 (27 tuổi)  |      |     |                         |
|    | HV | Jutta Nardenbach   | 13 tháng 8, 1968 (20 tuổi)  |      |     | TuS Ahrbach             |
|    | HV | Sissy Raith        | 11 tháng 6, 1960 (29 tuổi)  |      |     | TSV Siegen              |
|    | HV | Britta Unsleber    | 25 tháng 12, 1966 (22 tuổi) |      |     | FSV Frankfurt           |
|    | TV | Petra Damm         | 20 tháng 3, 1961 (28 tuổi)  |      |     |                         |
|    | TV | Angelika Fehrmann  | 6 tháng 1, 1964 (25 tuổi)   |      |     |                         |
|    | TV | Doris Fitschen (c) | 25 tháng 10, 1968 (20 tuổi) |      |     | VfR Eintracht Wolfsburg |
|    | TV | Ursula Lohn        | 7 tháng 11, 1966 (22 tuổi)  |      |     |                         |
|    | TV | Claudia Sonn       | 7 tháng 1, 1966 (23 tuổi)   |      |     |                         |
|    | TV | Martina Voss       | 22 tháng 12, 1967 (21 tuổi) |      |     | TSV Siegen              |
|    | TĐ | Thekla Krause      | 18 tháng 5, 1969 (20 tuổi)  |      |     |                         |
|    | TĐ | Heidi Mohr         | 29 tháng 5, 1967 (22 tuổi)  |      |     | TuS Niederkirchen       |
|    | TĐ | Silvia Neid        | 2 tháng 5, 1964 (25 tuổi)   |      |     | TSV Siegen              |

## Ý
Huấn luyện viên:  Sergio Guenza

| Số | VT | Cầu thủ              | Ngày sinh (tuổi)            | Trận | Bàn | Câu lạc bộ      |
| -- | -- | -------------------- | --------------------------- | ---- | --- | --------------- |
| 1  | TM | Roberta Russo        |                             |      |     |                 |
| 2  | HV | Paola Bonato         | 31 tháng 1, 1961 (28 tuổi)  |      |     |                 |
| 3  | TV | Emma Iozzelli        | 12 tháng 6, 1966 (23 tuổi)  |      |     |                 |
| 4  | TV | Elisabetta Saldi     |                             |      |     |                 |
| 5  | HV | Adele Marsiletti     | 7 tháng 11, 1964 (24 tuổi)  |      |     |                 |
| 6  | HV | Anna Mega            | 21 tháng 10, 1962 (26 tuổi) |      |     | Juve Siderno    |
| 7  | TV | Feriana Ferraguzzi   | 20 tháng 2, 1959 (30 tuổi)  |      |     | Standard Liège  |
| 8  | TV | Maria Mariotti       | 27 tháng 1, 1964 (25 tuổi)  |      |     |                 |
| 9  | TV | Antonella Carta      | 1 tháng 3, 1967 (22 tuổi)   |      |     |                 |
| 10 | TĐ | Elisabetta Vignotto  | 13 tháng 1, 1954 (35 tuổi)  |      |     | ASD Reggiana CF |
| 11 | TĐ | Carolina Morace      | 5 tháng 2, 1964 (25 tuổi)   |      |     | Lazio           |
| 12 | TM | Giorgia Brenzan      | 21 tháng 8, 1967 (21 tuổi)  |      |     |                 |
| 13 | TV | Elisabetta Bavagnoli | 3 tháng 9, 1963 (25 tuổi)   |      |     | Modena F.C.     |
| 14 | HV | Federica D'Astolfo   | 27 tháng 10, 1966 (22 tuổi) |      |     |                 |

## Na Uy
Huấn luyện viên:  Erling Hokstad

| Số | VT | Cầu thủ             | Ngày sinh (tuổi)            | Trận | Bàn | Câu lạc bộ     |
| -- | -- | ------------------- | --------------------------- | ---- | --- | -------------- |
|    | TM | Hege Ludvigsen      | 28 tháng 1, 1964 (25 tuổi)  |      |     | Sprint-Jeløy   |
|    | HV | Gunn Nyborg         | 21 tháng 3, 1960 (29 tuổi)  |      |     | Asker          |
|    | HV | Trine Stenberg      | 6 tháng 12, 1969 (19 tuổi)  |      |     | Sandviken      |
|    | HV | Bjørg Storhaug      | 9 tháng 5, 1962 (27 tuổi)   |      |     | Klepp          |
|    | HV | Heidi Støre         | 4 tháng 7, 1963 (25 tuổi)   |      |     | Sprint-Jeløy   |
|    | TV | Agnete Carlsen      | 15 tháng 1, 1971 (18 tuổi)  |      |     | Sprint-Jeløy   |
|    | TV | Tone Haugen         | 6 tháng 2, 1964 (25 tuổi)   |      |     | Trondheims-Ørn |
|    | TV | Trude Haugland      | 18 tháng 9, 1966 (22 tuổi)  |      |     | Trondheims-Ørn |
|    | TV | Torill Hoch-Nielsen | 12 tháng 3, 1966 (23 tuổi)  |      |     | Sprint-Jeløy   |
|    | TV | Liv Strædet         | 21 tháng 10, 1964 (24 tuổi) |      |     | Sprint-Jeløy   |
|    | TV | Cathrine Zaborowski | 3 tháng 8, 1971 (17 tuổi)   |      |     | Asker          |
|    | TĐ | Sissel Grude        | 17 tháng 2, 1967 (22 tuổi)  |      |     | Klepp          |
|    | TĐ | Birthe Hegstad      | 23 tháng 7, 1966 (22 tuổi)  |      |     | Klepp          |
|    | TĐ | Linda Medalen       | 17 tháng 6, 1965 (24 tuổi)  |      |     | Asker          |
|    | TĐ | Turid Storhaug      | 21 tháng 10, 1968 (20 tuổi) |      |     | Klepp          |

## Thụy Điển
Huấn luyện viên:  Gunilla Paijkull

| Số | VT | Cầu thủ              | Ngày sinh (tuổi)            | Trận | Bàn | Câu lạc bộ     |
| -- | -- | -------------------- | --------------------------- | ---- | --- | -------------- |
| 1  | TM | Elisabeth Leidinge   | 6 tháng 3, 1957 (32 tuổi)   |      |     | Jitex BK       |
| 2  | HV | Camilla Fors         | 24 tháng 4, 1969 (20 tuổi)  |      |     | Jitex BK       |
| 3  | TV | Marie Karlsson       | 4 tháng 12, 1963 (25 tuổi)  |      |     | Öxabäcks IF    |
| 4  | HV | Anette Hansson       | 2 tháng 5, 1963 (26 tuổi)   |      |     | Jitex BK       |
| 5  | HV | Eva Zeikfalvy        | 18 tháng 4, 1967 (22 tuổi)  |      |     | Malmö FF       |
| 6  | TV | Åsa Persson          | 31 tháng 7, 1965 (23 tuổi)  |      |     | Öxabäcks IF    |
| 7  | TV | Ingrid Johansson (c) | 9 tháng 7, 1965 (23 tuổi)   |      |     | GAIS           |
| 8  | TĐ | Helen Johansson      | 9 tháng 7, 1965 (23 tuổi)   |      |     | GAIS           |
| 9  | TĐ | Pia Sundhage         | 13 tháng 2, 1960 (29 tuổi)  |      |     | Jitex BK       |
| 10 | TĐ | Lena Videkull        | 9 tháng 12, 1962 (26 tuổi)  |      |     | Malmö FF       |
| 11 | TĐ | Eleonor Hultin       | 9 tháng 8, 1963 (25 tuổi)   |      |     | Jitex BK       |
| 12 | TM | Marina Persson       |                             |      |     | Öxabäcks IF    |
| 13 | TV | Malin Swedberg       | 15 tháng 9, 1968 (20 tuổi)  |      |     | Djurgårdens IF |
| 14 | TV | Camilla Andersson    | 3 tháng 7, 1967 (21 tuổi)   |      |     | Malmö FF       |
| 15 | TV | Pia Syrén            | 16 tháng 11, 1966 (22 tuổi) |      |     | Öxabäcks IF    |
| 16 | TĐ | Anneli Andelén       | 21 tháng 6, 1968 (21 tuổi)  |      |     | Öxabäcks IF    |

Nguồn: Swedish Football Association